# Methanomicrobium
Methanomicrobium (лат.) — род архей, типовой для семейства Methanomicrobiaceae и порядка Methanomicrobiales.

## Классификация
На июнь 2017 года в род включают 2 вида:
- Methanomicrobium antiquum Mochimaru et al. 2016
- Methanomicrobium mobile (Paynter and Hungate 1968) Balch and Wolfe 1981typus